# Серенай Сарикая
Серенай Сарикая (нар. 1 липня 1992, Анкара, Туреччина) — турецька акторка та модель. Вона почала свою кінематографічну кар'єру у фільмі «Plajda» у 2008 році та згодом знялася у кількох популярних фільмах.
Сарикая зайняла друге місце у конкурсі Міс Туреччина у 2010 році, завдяки чому стала популярною моделлю. Окрім акторської кар'єри, Сарикая брала участь у багатьох рекламних фільмах та є обличчям багатьох брендів. У 2014 році вона була обрана Жінкою року за версією GQ Туреччина.

## Ранні роки та сім'я
Серенай Сарикая народилася 1 липня 1992 року в Анкарі у родині Умрана Сейхана та Мустафи Сарикая. Вона проживала зі своєю родиною в Анталії до 7 років, до того як її батьки розлучилися. Після повторного одруження батька вона переїхала з матір'ю до Стамбула. Пізніше актриса описала свій досвід дорослішання без батька в інтерв’ю: «Для маленької дівчинки батько є особливим фактором її еволюції. Рости без батька — це великий досвід». У той час, коли мати Серенай хотіла визначитися щодо свого життя в Анталії чи Стамбулі, Сарікая сказала своїй матері, що хоче стати актрисою, і змусила її переїхати до Стамбула. Сарікая почав навчатися в Анталійській середній школі Сайме Саліха Конча, але пізніше вона переїхала до Стамбула. Закінчила театральне відділення Школи образотворчого мистецтва. Хоча вона хотіла продовжити навчання закордоном, проте мрія залишилася нереалізованою. У дитинстві Сарикая хотіла стати моделлю. Вона була захопленим гравцем у волейбол , а також часто брала участь у баскетболі. Вона також захоплюється тенісом і латинськими танцями. У віці 15 років Сарикая брала участь у Європейському юніорському конкурсі краси, що проходив у Чехії, і отримала спеціальний приз журі.

## Кар'єра

### 2006–12: Початок кар'єри
У 2006 році, після отримання спеціального призу журі на Європейському молодіжному конкурсі краси, що проходив у Чехії, вона взяла участь у фільмі Şaşkın режисера Шахіна Алпаслана та зіграла роль Ітири. У 2008 році вона знялася в рекламному фільмі для Turkcell , а потім знялася у своєму другому фільмі Plajda, який продюсував Сінан Четін і режисер Мурат Шекер. У цьому фільмі вона зіграла роль Аслі.
Потім Четін підготував її до її першої головної ролі в телесеріалі під назвою Peri Masalı режисера Джелала Чімена. Вона зобразила фею-хрещену Талю. У тому ж році вона знялася в телесеріалі Limon Ağacı разом з Кааном Урганджіоглу. Його знову спродюсував Сінан Четін, а режисером став Деніз Ергюн. Після десятого епізоду персонаж Сарикая Пері був видалений із сюжетної лінії.
У 2008 році Сарікая почала брати участь у телесеріалі Adanalı , створеному Тайфуном Гюнейером і режисером Аднаном Гюлером. Вона зіграла роль греко-турецької дочки Октая Кайнарджи на ім'я Софія та отримала визнання критиків за змішаний греко-аданський акцент. Вона брала участь у національному конкурсі краси «Міс Туреччина» 1 квітня 2010 року, представляючи національну столицю Анкару. Вона посіла першу віце-чемпіонку після остаточної переможниці Гізем Меміч , яка представляє Газіантеп, і отримала право представляти Туреччину на конкурсі «Міс Всесвіт». Однак вона відмовилася від цього шансу, оскільки хотіла продовжити свою акторську кар'єру, і замість неї зайняла Гізем Меміч.
Сарікая залишила акторський склад «Аданалі» у другому сезоні і замість цього почав зніматися в іншому телесеріалі під назвою «Lale Devri». Вона зіграла образ Єшіма Ташкірана. Серед її партнерів були Толгахан Сайишман і Хатідже Аслан. Вона виконала пісню в епізоді цього серіалу, яка привернула увагу глядачів і отримала пропозиції щодо створення альбому. Саренай сказала, що вона відкрила свій талант у музиці за допомогою свого друга і пройшла навчання, щоб покращити свій звук. В одному з інтерв'ю їй запропонували записати альбом, на що вона відповіла: "Пропозиції правильні. Гонорари непогані. Але я не буду співати. Моя робота - акторська". Вона знялася в короткометражному фільмі 2011 року під назвою «Hoşçakal». У 2012 році, після закінчення другого сезону «Lale Devri», вона вирішила покинути серіал і через свій контракт покинула серіал на початку третього сезону.

### 2013–донині: Перші великі ролі
У травні 2013 року Сарікая почала зніматися для Behzat Ç.Ankara Yanıyor, кінофільм, адаптований за телесеріалом Behzat Ç. Bir Ankara Polisiyesi. Вона зіграла Мелісу. У тому ж році Сарікая разом з Чагатаєм Улусоєм знімалася в серіалі Medcezir, який заснований на оригінальному американському серіалі The OC. Сценарій написала Ече Йоренч, а режисером серіалу став Алі Білгін. Персонаж Сарікая Міра Бейліс була адаптацією одного з персонажів оригінального серіалу, Марісси Купер. У 2014 році вона знялася в рекламному фільмі Elidorразом зі своїм колегою по Медцезіру Хазаром Ергючлю. У березні того ж року вона знялася в ще одному рекламному фільмі для бренду Thor, знятому ісландцем. Пізніше вона стала обличчям Mavi Jeans після підписання дворічного контракту. Для реклами весняно-літньої колекції цього бренду Сарікая знімала рекламу разом із відомим бразильським моделлю Франциско Лаховскі. У вересні того ж року вона знову знялася в рекламному фільмі того ж бренду. Екшен, задіяний у рекламному фільмі, був знятий за три дні. Серенай знялася в ще одній рекламі в 2016 році для Mavi з Барбарою Палвін. Для реклами весняно-літньої колекції Mavi Jeans 2015 Сарікая постала перед камерою з Керемом Бюрсіном. Спільний кампейн Сарикая і Бюрсіна в рекламі отримав схвальний відгук глядачів. 
У 2017–18 роках Сарикая зіграв персонажа Дуру в серіалі «Fi», який заснований на серії романів Азри Коен. Fi був одним із перших великих телевізійних випусків у Туреччині, який puhutv транслював онлайн. У радіопрограмі, до якої вона приєдналася, Азра Коен оголосила, що вирішила зупинити серіал, який мав складатися з чотирьох сезонів у другому сезоні, оскільки вона вважала, що шоу розповідає іншу історію, зображену в книзі. З 2017 по 2018 рік Сарікая була амбасадором бренду Head and Shoulders, знімаючи різні кампанії та просвітницькі проекти з брендом.
У 2019 році вона дебютувала в театрі в ролі Аліси в мюзиклі «Alice Müzikali», адаптації «Аліса у Дивокраї» Льюїса Керролла. Шоу вперше вийшло на сцену в лютому 2019 року та повернулося на другий сезон у вересні 2019 року. Після перерви через пандемію Аліса знову повернулася на сцену 7 лютого 2022 року з Серенай Сарікая в ролі головної героїні Аліси. Серенай було обрано для зйомок біографічного фільму під назвою «Берген», де детально розповідається про життя співачки Белгін Сарілмізер. Однак через труднощі зі зйомками через коронавірус та інші фактори їй довелося залишити роль Берген. У 2021 році Серенай став першим в історії турецьким бренд-амбасадором бренду Bulgari.

## Фільмографія

### Кіно
| Рік  | Оригінальна назва         | Назва українською      | Роль   | Примітки                            |
| ---- | ------------------------- | ---------------------- | ------ | ----------------------------------- |
| 2006 | Şaşkın                    | Розгублений            | Itır   | Другорядна роль                     |
| 2008 | Plajda                    | На пляжі               | Aslı   | Другорядна роль                     |
| 2010 | Ejderhanı Nasıl Eğitirsin | Як приборкати дракона  | Astrid | Голос за кадром                     |
| 2011 | Hoşçakal                  | Прощавай               | Sarah  | Головна роль/Короткометражний фільм |
| 2013 | Behzat Ç. Ankara Yanıyor  | Бехзат Ч. Анкара палає | Melisa | Головна роль                        |
| 2016 | İkimizin Yerine           | Замість нас двох       | Çiçek  | Головна роль                        |

### Телесеріали
| Рік       | Оригінальна назва | Назва українською    | Роль           | Примітки     |
| --------- | ----------------- | -------------------- | -------------- | ------------ |
| 2008      | Peri Masalı       | Казка                | Talya          | Головна роль |
| 2008      | Limon Ağacı       | Лимонне дерево       | Peri           | Головна роль |
| 2008-2010 | Adanalı           | З Адани              | Sofia Dikkaya  | Головна роль |
| 2010-2013 | Lale Devri        | Період тюльпанів     | Yeşim Taşkıran | Головна роль |
| 2013      | Yer Gök Aşk       | Кохання землі і неба | Yeşim          | Головна роль |
| 2013-2015 | Medcezir          | Прилив               | Mira Beylice   | Головна роль |
| 2023-2024 | Aile              | Сім'я                | Devin Aydın    | Головна роль |

### Вебсеріали
| Рік       | Оригінальна назва | Назва українською | Роль         | Примітки     |
| --------- | ----------------- | ----------------- | ------------ | ------------ |
| 2017-2018 | Fi                | Фі, Чі, Пі        | Duru Durulay | Головна роль |
| 2023      | Alice Müzikali    | Мюзикл про Алісу  | Alice        | Головна роль |
| 2023-     | Şahmaran          | Шахмаран          | Şahsu        | Головна роль |

### Реклама
| Рік       | Компанія/продукт |
| --------- | ---------------- |
| 2014      | Elidor           |
| 2014-2016 | Mavi             |
| 2017-2020 | Head&Shoulders   |
| 2018      | Mavi             |
| 2020      | Mavi             |
| 2021      | Bulgari          |
| 2021-     | Akbank           |
| 2021-     | Mavi             |

## Нагороди
| Рік  | Нагорода                                            | Категорія                                   | Робота          | Результат |
| ---- | --------------------------------------------------- | ------------------------------------------- | --------------- | --------- |
| 2010 | Міс Туреччина                                       | 2 місце                                     |                 | Перемога  |
| 2013 | Elle Style Ödülleri                                 | Найстильніша зачіска                        | Medcezir        | Перемога  |
| 2014 | Karadeniz Teknik Üniversitesi Ödülleri              | Найкраща жіноча роль                        | Medcezir        | Перемога  |
| 2014 | 13. Magazinci.com Ödülleri                          | Найкраща жіноча роль                        | Medcezir        | Перемога  |
| 2014 | İstanbul Teknik Üniversitesi Ödülleri               | Найкраща жіноча роль в серіалі              | Medcezir        | Перемога  |
| 2014 | Çanakkale 18 Mart Üniversitesi Ödülleri             | Найкраща жіноча роль                        | Medcezir        | Перемога  |
| 2014 | 3. Kristal Fare Medya Ödülleri                      | Найкраща жіноча роль в серіалі              | Medcezir        | Перемога  |
| 2014 | 41. Magnum Altın Kelebek Ödülleri                   | Найкраща жіноча роль                        | Medcezir        | Перемога  |
| 2014 | 5. Ayaklı Gazete TV Yıldızları Ödülleri             | Найкраща жіноча драматична роль в серіалі   | Medcezir        | Перемога  |
| 2014 | GQ Türkiye Men Of The Year Ödülleri                 | Жінка року                                  | Medcezir        | Перемога  |
| 2014 | 5. İMK Sosyal Medya Ödülleri                        | Найкраща жіноча роль                        | Medcezir        | Перемога  |
| 2015 | 13. YTÜ Yılın Yıldızları Ödülleri                   | Найулюбленіша актриса серіалів              | Medcezir        | Перемога  |
| 2015 | 5. Engelsiz Yaşam Vakfı Ödülleri                    | Найкраща жіноча телевізійна акторка року    | Medcezir        | Перемога  |
| 2015 | 1. Türkiye Gençlik Ödülleri                         | Найкраща жіноча роль                        | Medcezir        | Перемога  |
| 2015 | Arel Üniversitesi 4. Medya ve Sanat Ödülleri        | Найулюбленіша актриса серіалів              | Medcezir        | Перемога  |
| 2015 | Ege Üniversitesi 4. Medya Ödülleri                  | Найкраща жіноча роль                        | Medcezir        | Перемога  |
| 2015 | Kayahan Medya ve Sanat Ödülleri                     | Найкраща жіноча роль року                   | Medcezir        | Перемога  |
| 2015 | MGD 21. Altın Objektif Ödülleri                     | Найкраща жіноча драматична роль в серіалі   | Medcezir        | Перемога  |
| 2015 | 6. Quality of Magazine Dergisi Ödülleri             | Найкраща жіноча роль у фільмі               | Medcezir        | Перемога  |
| 2015 | 42. Pantene Altın Kelebek Ödülleri                  | Найкраща жіноча роль                        | Medcezir        | Перемога  |
| 2016 | 2. Elele Avon Kadın Ödülleri                        | Гравець року                                | Medcezir        | Номінація |
| 2016 | 6. Elle Style Ödülleri                              | Найкраща акторка року за версією Elle Style | Medcezir        | Номінація |
| 2016 | 10. GSÜEN Ödülleri                                  | Найкраща жіноча роль у телесеріалі/фільмі   | Medcezir        | Номінація |
| 2016 | 7. İMK Sosyal Medya Ödülleri                        | Найкраща жіноча роль                        | Medcezir        | Номінація |
| 2017 | 24. İTÜ EMÖS Başarı Ödülleri                        | Найуспішніша кіноакторка року               | İkimizin Yerine | Перемога  |
| 2017 | 12. İTÜ Makinistanbul Medya, Sanat ve Spor Ödülleri | Найкраща жіноча кіноактриса року            | İkimizin Yerine | Перемога  |
| 2017 | 1. Türkiye Çocuk Ödülleri                           | Найкраща жіноча роль у серіалі              | Medcezir        | Номінація |
| 2017 | 3. Türkiye Gençlik Ödülleri                         | Найкраща жіноча роль у серіалі              | Medcezir        | Номінація |
| 2017 | 3. Türkiye Gençlik Ödülleri                         | Найкраща жіноча роль у кіно                 | İkimizin Yerine | Номінація |
| 2017 | 4. Mersin Altın Palmiye Ödülleri                    | Найкраща жіноча роль року в кіно            | İkimizin Yerine | Перемога  |
| 2017 | 7. Engelsiz Yaşam Vakfı Ödülleri                    | Найкраща актриса року                       | Fi              | Перемога  |
| 2017 | 6. Fashion Tv Moda Ödülleri                         | Найуспішніша актриса року                   | Fi              | Перемога  |
| 2017 | 6. Ayaklı Gazete Ödülleri                           | Найкраща жіноча роль                        | Fi              | Перемога  |
| 2017 | 44. Pantene Altın Kelebek Ödülleri                  | Найкраща жіноча роль                        | Fi              | Номінація |
| 2017 | 6. Bilkent Tv Ödülleri                              | Найкраща жіноча роль у серіалі              | Fi              | Номінація |
| 2018 | 16. YTÜ Yılın Yıldızları Ödülleri                   | Найулюбленіша акторка серіалів              | Fi              | Перемога  |
| 2018 | 12. GSÜ EN Ödülleri                                 | Найкраща жіноча роль у телесеріалі/кіно     | Fi              | Перемога  |
| 2018 | Marketing Türkiye Yıln Cool Markaları               | Найкрутіше жіноче обличчя бренду            |                 | Перемога  |
| 2018 | 30. Kristal Elma Ödülleri                           | Serenay Sarıkaya ft. Jabbar                 |                 | Перемога  |
| 2019 | MEF Okulları                                        | Нагорода для лідерів змін                   |                 | Перемога  |
| 2020 | 18. YTÜ Yılın Yıldzları Ödülleri                    | Найулюбленіша театральна актриса року       | Alice Müzikali  | Перемога  |
| 2020 | 8. Ayaklı Gazete TV Yıldızları Ödülleri             | Найулюбленіша театральна актриса року       | Alice Müzikali  | Перемога  |
| 2020 | İstanbul Üniversitesi 6. Altın 61 Ödülleri          | Найулюбленіша театральна актриса року       | Alice Müzikali  | Перемога  |
| 2020 | 4. Social Media Awards                              | Найкраща Instagram-акторка року             |                 | Перемога  |
| 2021 | Mavi Elma Ödülleri                                  | Рекламна колаборація року                   | Mavi            | Перемога  |
| 2022 | Yılın Mimar Sinanları                               | Мімар Сінан - найкраща жінка року           | Alice Müzikali  | Перемога  |
| 2022 | 8. Elle Stil Ödülleri                               | Бренд-колаборація року                      | Bulgari         | Перемога  |
| 2023 | 49. Премія «Золотий метелик»                        | Найкраща акторка                            | Сім'я           | Номінація |
| 2023 | 49. Премія «Золотий метелик»                        | Найкраща пара серіалу                       | Сім'я           | Перемога  |